# El Último de la Fila
El Último de la Fila est un groupe espagnol de pop rock, originaire de Barcelone, actif entre 1984 et 1998. Au cours de son existence, il est composé par Manolo García (chanteur) et Quimi Portet (guitariste). Il est l'un des groupes les plus populaires en Espagne dans les années 1980 et 1990, années au cours desquelles il compte sept albums et effectue de nombreuses tournées, généralement en Espagne, mais aussi dans plusieurs pays d'Amérique latine. 

## Histoire

### Première phase
En 1985, ils sortent leur premier album, Cuando la pobreza entra por la puerta, el amor salta por la ventana, qui comprend les deux chansons présentées au festival qu'ils ont remporté. Cet album marque un changement dans le concept musical qu'ils avaient développé jusqu'alors, en donnant à leur rock des touches méridionales, arabes et flamenco, jusqu'alors uniquement perceptibles dans la voix de Manolo, et en faisant ressortir les influences de groupes de rock andalou tels que Triana ou Medina Azahara. Les textes deviennent plus poétiques, mêlant thèmes sociaux et surréalisme. Des morceaux rock comme Dulces sueños et d'autres plus intimes comme l'anti-guerre Querida Milagros se distinguent. Avec cet album, ils remportent le prix du meilleur nouveau groupe décerné par l'émission Diario Pop de Radio 3.
L'année suivante, ils sortent leur deuxième album, Enemigos de lo ajeno ; un recueil de chansons qui s'inscrit dans la continuité du précédent, avec des chansons qui sont devenues parmi les plus importantes du rock espagnol, comme Aviones plateados et Insurrección, une chanson qui a été désignée comme la meilleure de l'année en Espagne par le magazine musical spécialisé Rock de Lux, une publication qui les nomme également nomme « groupe live de l'année » et leur album, disque d'or. Face à ce triomphe et à l'augmentation des ventes, ils commencent à se produire de plus en plus souvent sur scène, offrant des concerts impeccables et énergiques qui augmentent le nombre de leurs fans, qui se comptent déjà par centaines de milliers. 
Fin 1992, ils enregistrent un nouvel album, Astronomía razonable, qui consacre leur succès avec près d'un million d'exemplaires vendus en Espagne depuis sa sortie début 1993. L'album contient certaines des chansons les plus connues du groupe commeMar antiguo, Como un burro amarrado en la puerta del baile, Lápiz y tinta et El que canta su mal espanta.
Après leur dernier album, les membres du groupe prennent du temps pour eux. Quimi, pour sa part, sort un autre album solo sous Chrysalis Records et Perro Records, Hoquei sobre pedres, en 1997. De son côté, Manolo travaille sur des compositions personnelles en dehors du groupe. Les spéculations vont bon train sur l'avenir du groupe et le 13 janvier 1998, le groupe annonce sa séparation, affirmant qu'ils ont déjà donné tout ce qu'ils pouvaient ensemble et qu'ils veulent maintenant tenter leur chance en tant qu'artistes solos, chacun de son côté.

### Retour
En septembre 2023, la réunion de Manolo et Quimi est annoncée, pour un nouvel album intitulé Desbarajuste Piramidal. Il s'agit d'une compilation, mais avec de nouvelles reprises d'un ensemble de chansons qui couvrent toute la discographie d'El Último de la Fila, avec l'ajout d'une chanson de Los Rápidos (Navaja de Papel). Dans les semaines qui suivent, ils commencent à sortir des chansons de ces nouveaux enregistrements, comme Lejos de las leyes de los hombres ou Mar Antiguo.

## Discographie

### Albums studio
- 1985 : Cuando la pobreza entra por la puerta, el amor salta por la ventana (PDI)
- 1986 : Enemigos de lo ajeno (PDI)
- 1987 : Nuevas mezclas (PDI)
- 1988 : Como la cabeza al sombrero (PDI)
- 1990 : Nuevo pequeño catálogo de seres y estares (EMI)
- 1993 : Astronomía razonable (EMI)
- 1985 : La rebelión de los hombres rana (EMI)
- 2016 : En directo, gira 95 (album live ;  Legacy)
- 2023 : Desbarajuste Piramidal (Warner Music Spain)